# Stella McCartney
Stella Nina McCartney (Londra, 13 settembre 1971) è una stilista inglese, seconda figlia dell'ex componente dei Beatles Paul McCartney e della sua prima moglie Linda.

## Biografia
Ha iniziato ad interessarsi di moda a 12 anni, quando ha creato il suo primo abito. Tre anni più tardi ha iniziato a lavorare nel settore, partecipando alla creazione della prima collezione dello stilista francese Christian Lacroix. Nei primi anni novanta ha studiato al Central Saint Martins College of Art and Design, dove si è laureata nel 1995 con una collezione per presentare la quale hanno sfilato gratuitamente, oltre ad alcuni suoi amici, le modelle Naomi Campbell, Yasmin Le Bon e Kate Moss. Per l'occasione, come tema musicale il padre ha composto la canzone Stella May Day.
In seguito ha lavorato tra l'altro per le case di moda Chloé e Gucci e ha prodotto una linea sportiva per il marchio Adidas, una linea di vestiti e accessori per la catena internazionale H&M e una di borse per il marchio LeSportSac. Nel 1998 ha disegnato gli abiti per il matrimonio della sorella Mary con il produttore televisivo Alistair Donald e nel 2000 quelli per il matrimonio di Madonna e Guy Ritchie. Nel 2004 ha disegnato gli abiti per il Re-invention tour di Madonna, quelli per il tour estivo di Annie Lennox e i costumi di Gwyneth Paltrow e Jude Law per il film Sky Captain and the World of Tomorrow.
Nel 2001 McCartney lancia la sua casa di moda con il suo nome in una joint venture al 50% con Gucci (in seguito controllato da Kering) mostrando la sua prima collezione a Parigi.  Comincia anche a sviluppare negozi indipendenti, gestendone nel tempo 17 tra cui Soho di Manhattan, Mayfair di Londra, West Hollywood di Los Angeles, Palais Royal di Parigi, Passeig de Gracia di Barcellona, quindi Milano, Roma, Miami e Houston.  
Nel 2003 lancia il suo primo profumo, Stella, e  nel gennaio 2007 una linea per la cura della pelle, CARE.  La linea, 100% biologica, comprende sette prodotti, dal latte detergente a base di melissa e albicocca al tè verde e acqua floreale di fiori di tiglio. Nel 2008 lancia una nuova linea di lingerie e nel novembre 2010 la collezione Stella McCartney Kids per neonati e bambini fino a 12 anni.  
Vegetariana da sempre, McCartney non usa pelle né pellicce nei suoi design. Una delle sue giacche per Adidas riporta sulla manica: "adatta per i vegetariani sportivi"; un paio dei suoi stivali in vinile sono stati commercializzati specificamente per essere vegani. The Guardian l'ha descritta nel 2015 come una sostenitrice "coerente" dei diritti degli animali.  Nel giugno 2012 invita la Soul Rebels Brass Band a esibirsi alla sua presentazione di moda primaverile del 2013 ospitata al New York Marble Cemetery a New York City. Altri ospiti invitati alla festa includevano Anne Hathaway, Jim Carrey, Anna Wintour, Annie Leibovitz, Lauren Hutton, Amy Poehler, Solange Knowles, P'Trique, Greta Gerwig e André Leon Talley.  Sempre nel 2012 il suo nome compare nel libro "The Sustainable Fashion Handbook".
Nel novembre 2016, McCartney lancia la sua prima collezione di abbigliamento maschile.  La collezione è composta da molti outfit casual, simili a pigiama. La stilista sostiene che il padre le aveva fornito l'ispirazione per la collezione. 
Nell'aprile 2018, dopo 17 anni di collaborazione con Kering, Stella McCartney decide di uscire dalla partnership con il colosso della moda francese e di acquistare la partecipazione in mano a Kering. Le boutique monomarca SMC (Stella McCartney) sono diventate nel frattempo 51 e le collezioni della stilista sono distribuite in 77 Paesi. McCartney è stata la designer del vestito da ricevimento di nozze di Meghan Markle.  In seguito ha creato 46 repliche del vestito, 23 in bianco giglio e 23 in nero onice, per la sua capsule collection Made With Love al prezzo di 3.500 sterline ciascuna. 
La fine del matrimonio con Kering ha un lungo periodo di transizione, concludendosi il 15 luglio 2019. Nello stesso periodo viene annunciato che Stella McCartney si è alleata con un altro colosso della moda francese, la LVMH di Bernard Arnault. L'intesa va a regime all'inizio del 2020. Stella McCartney ha la maggioranza della società (il 51%) ma i poteri di governance sono di fatto in mano a Lvmh.

## Vita privata
Si è sposata il 30 agosto 2003 con l'editore Alasdhair Willis, dal quale ha avuto quattro figli: Miller Alasdhair James Willis (25 febbraio 2005), Bailey Linda Olwyn Willis (8 dicembre 2006), Beckett Robert Lee Willis (8 gennaio 2008) e Reiley Dilys Stella Willis (23 novembre 2010).